# 找不同

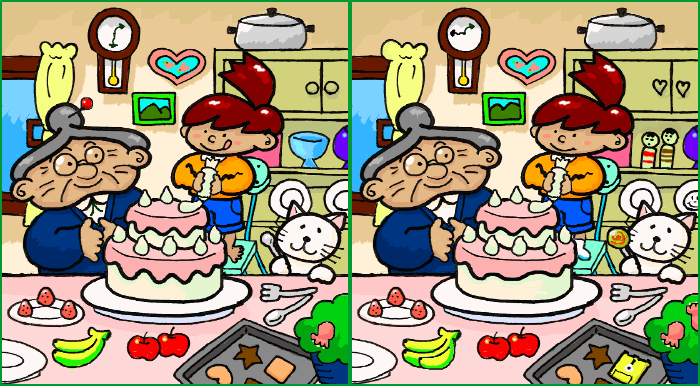
一个找不同游戏的图片。两幅图片之间有15处差异

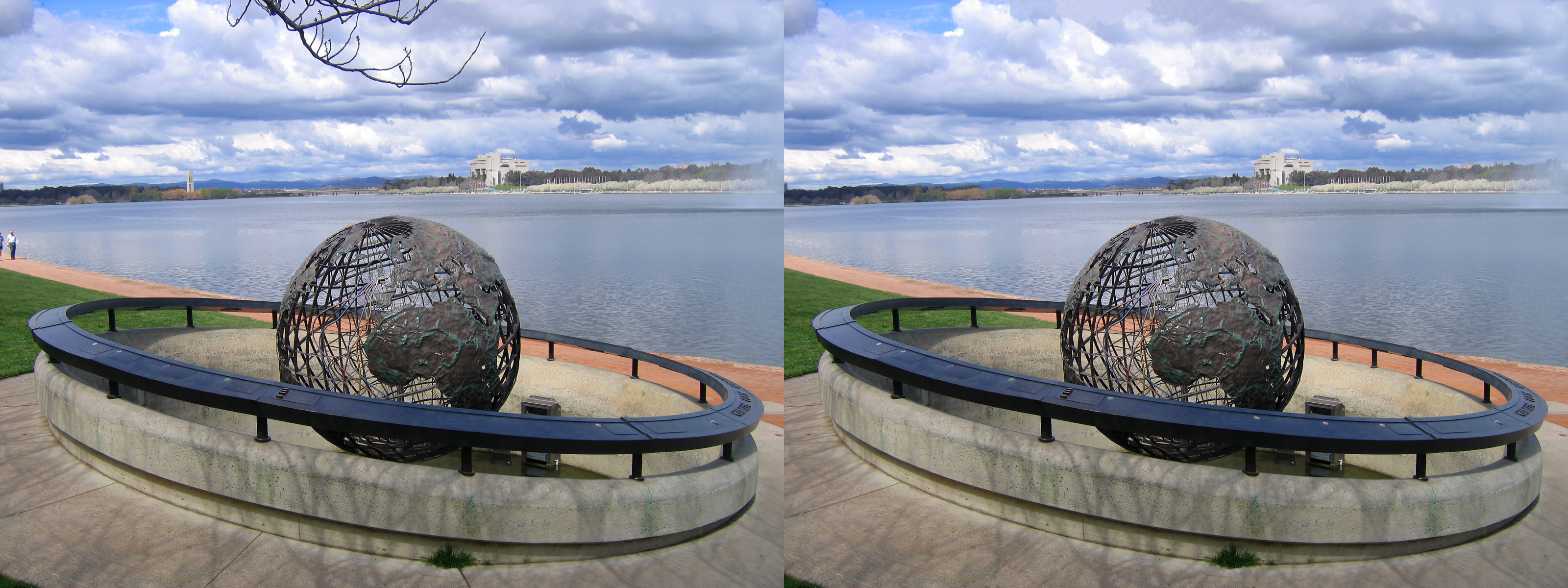
照片版的找不同

找不同（又称找茬、找别扭、找錯處）是一种智力游戏，玩家需要在指定的时间内找出两幅相似图片中的不同之处。最初的找不同游戏出现在纸质图片上（如报纸或儿童书），后来也衍生出了很多电子游戏版本。